# Chevalet (peinture)
Pour les articles homonymes, voir Chevalet.
 (juillet 2020).
Si vous disposez d'ouvrages ou d'articles de référence ou si vous connaissez des sites web de qualité traitant du thème abordé ici, merci de compléter l'article en donnant les références utiles à sa vérifiabilité et en les liant à la section « Notes et références ».

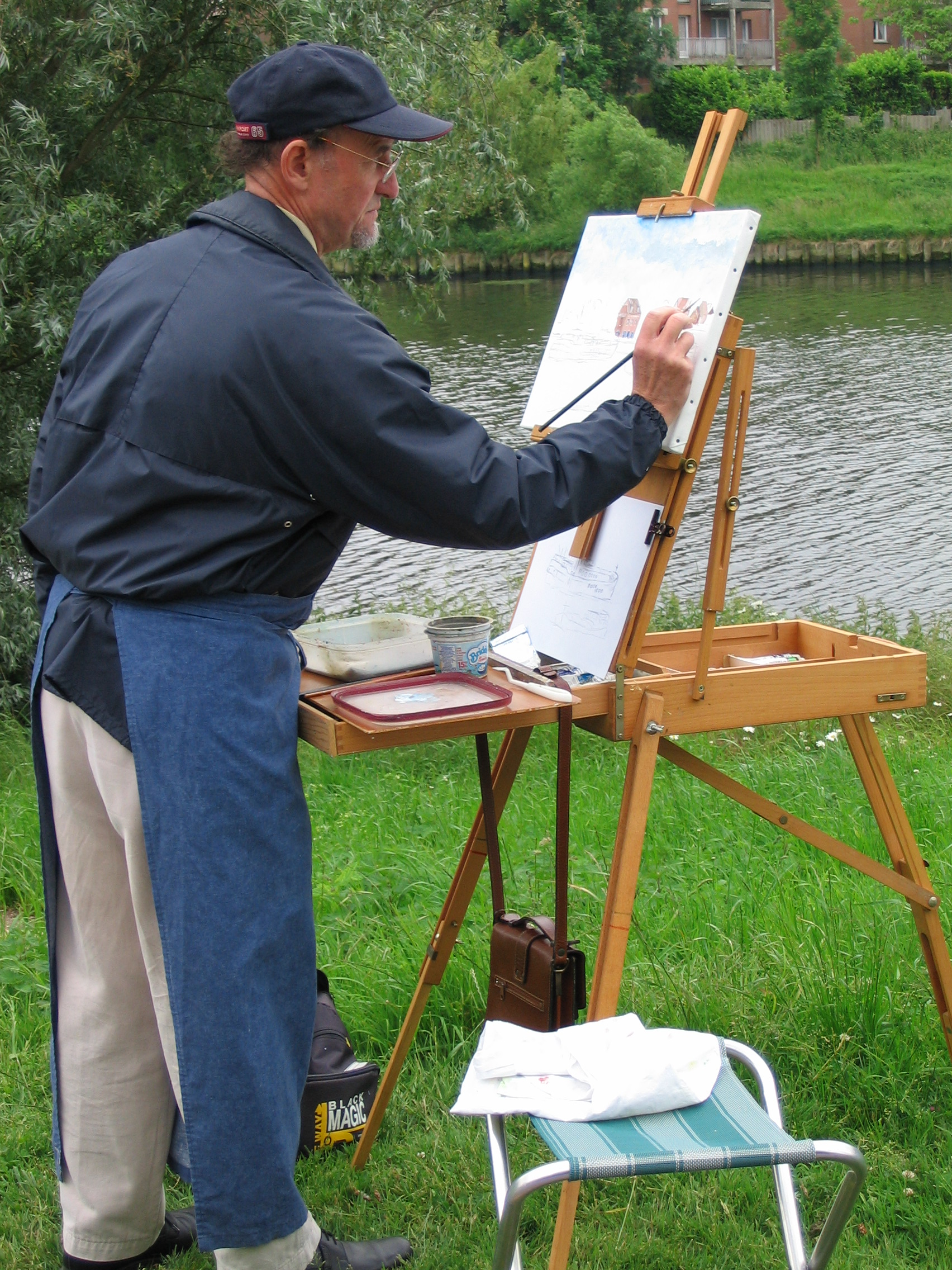
Un peintre devant son chevalet de campagne.

Le chevalet est un support utilisé en peinture pour tenir l'œuvre en cours de création. Il existe différents types de chevalets, des petits chevalets de table servant à présenter ou travailler sur une œuvre de petites dimensions jusqu'aux grands chevalets d'atelier à socle en H pour les toiles imposantes, en passant par les chevalets de campagne pliables et transportables. On utilise généralement un support pour l'œuvre qui sera placée sur le chevalet. Lorsque le support de l'œuvre est une toile, elle est généralement fixée sur châssis. Lorsqu'il s'agit de papier ou carton, il est plus courant de le tenir sur une planche à dessin, via des pinces à dessin, ou du ruban adhésif repositionnable.

## Chevalets d'atelier

### Trépied

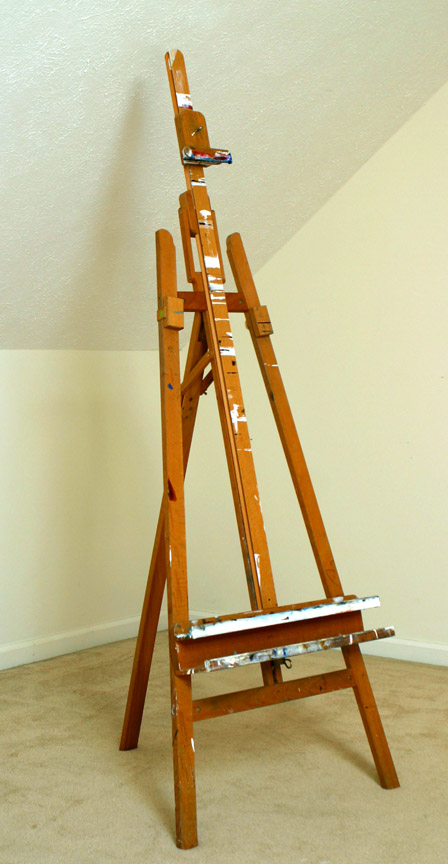
Chevalet d'atelier à trépied

Les chevalets d'atelier sont généralement des trépieds avec inclinaison ajustable. Les deux pieds avant sont d'un seul bloc avec le rail vertical sur lequel coulisse le support horizontal supportant la toile. Le troisième pied à l'arrière est inclinable afin de donner plus de stabilité ou de compacité au chevalet, tout en inclinant le plan du dessin ou de la peinture.

### Socle en H

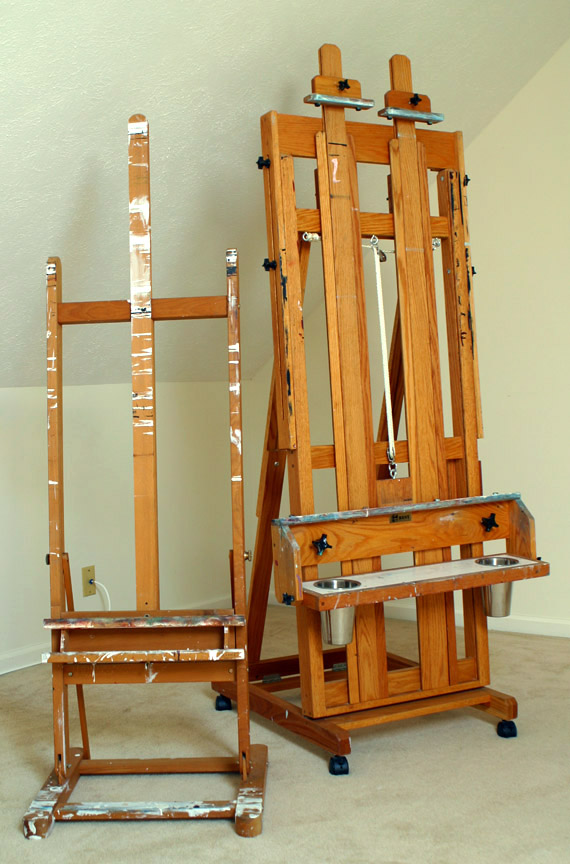
Chevalet d'atelier à socle en H.

Des chevalets plus imposants ne comportent habituellement qu'un seul pied plus épais pour les peintures plus grandes et plus lourdes. Ce type de support est vertical, comme pour le trépied, il est possible de monter ou descendre la barre de support horizontal.
Il y a plus fréquemment que sur le chevalier d'atelier à trépied une autre pièce mobile en haut du rail vertical qui va servir à coincer l'œuvre avec le support horizontal du bas par effet de pincement.

## Chevalets de campagne
Les chevalets de campagne sont constitués d'un trépied télescopique et pliable afin de pouvoir être transportés à l'extérieur de l'atelier.
Certains modèles sont construits autour d'un coffret permettant de transporter tout le matériel de peinture d'un seul bloc.

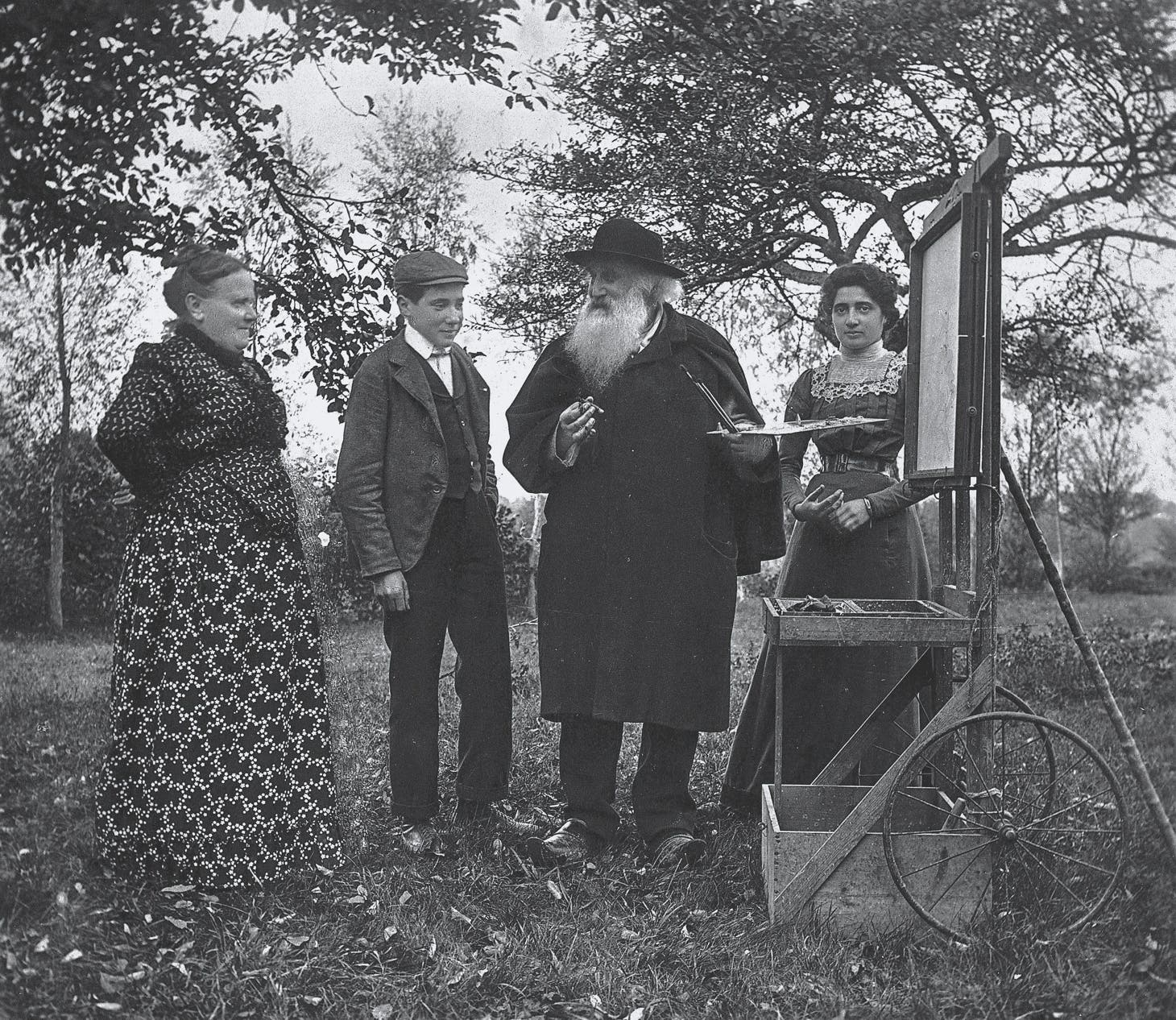
Pissarro et sa famille à son chevalet mobile, Éragny, 1901. Archives Musée Camille Pissarro

Ils sont utilisés pour la pratique de peinture d'extérieur : paysages de campagne ou de ville, ou plus généralement, lieux non dédiés à la peinture.

## Chevalets de table
Les chevalets de table, de plus petite taille, servent à exposer des œuvres ou à travailler dans des lieux ne permettant pas d'utiliser des chevaliers d'atelier ou de campagne.
Il en existe de différentes tailles et différentes formes. Les plus petits sont pour les petits formats, d'autres de taille moyenne, plus polyvalents, contiennent parfois, à l'instar de certains chevalets de campagne, un coffret permettant de ranger tout le matériel de peinture.